# Zwochau
Zwochau is een plaats in de Duitse gemeente Wiedemar in de deelstaat Saksen. Tot en met 31 december 2012 was Zwochau een zelfstandige gemeente in het Verwaltungsverband Wiedemar. Zwochau bestaat uit de ortsteilen Zwochau en Grebehna.

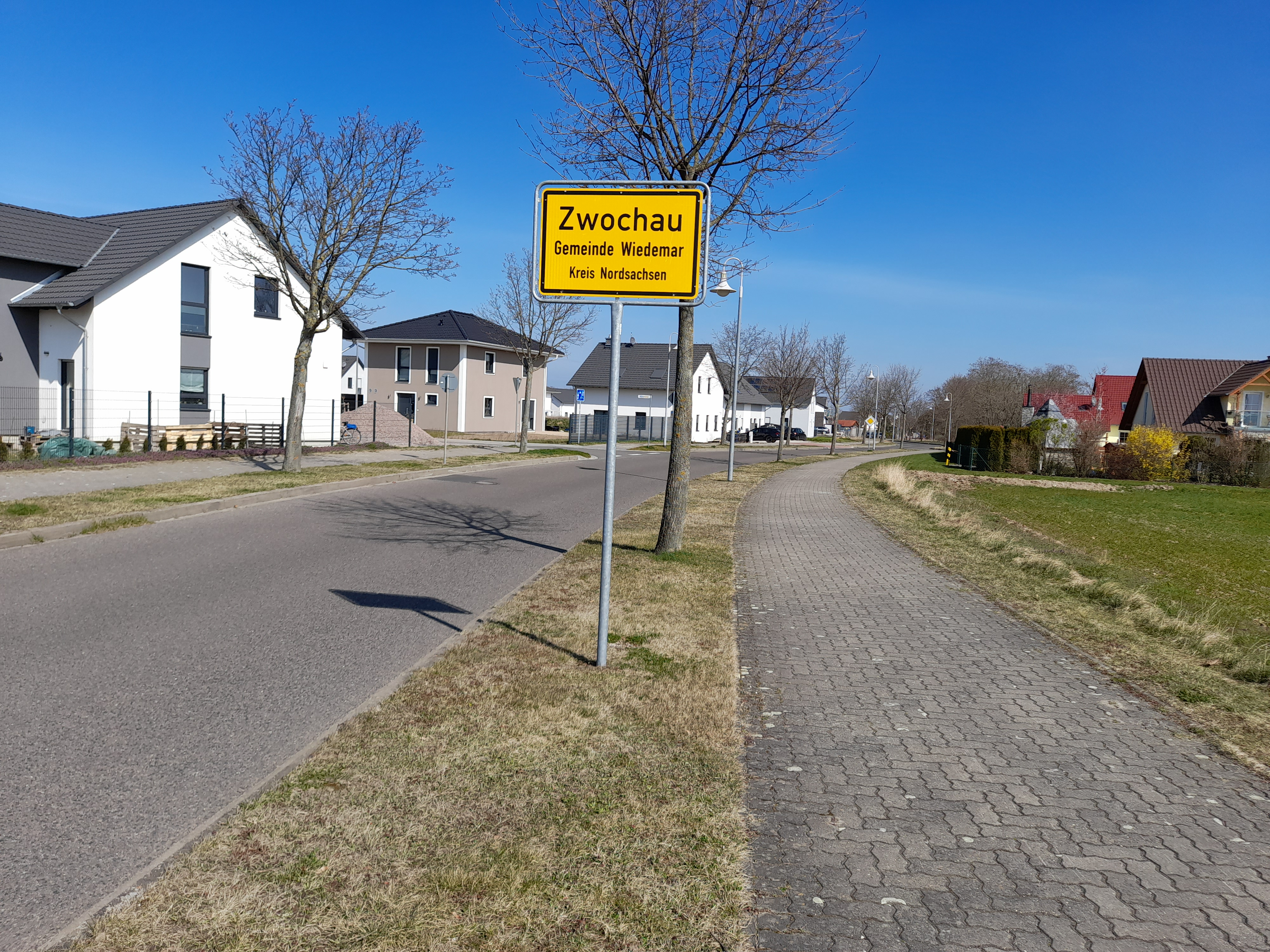
Plaatsnaambordje aan de rand van de plaats